# Église Saint-Faustin-et-Saint-Jovite de Quissac

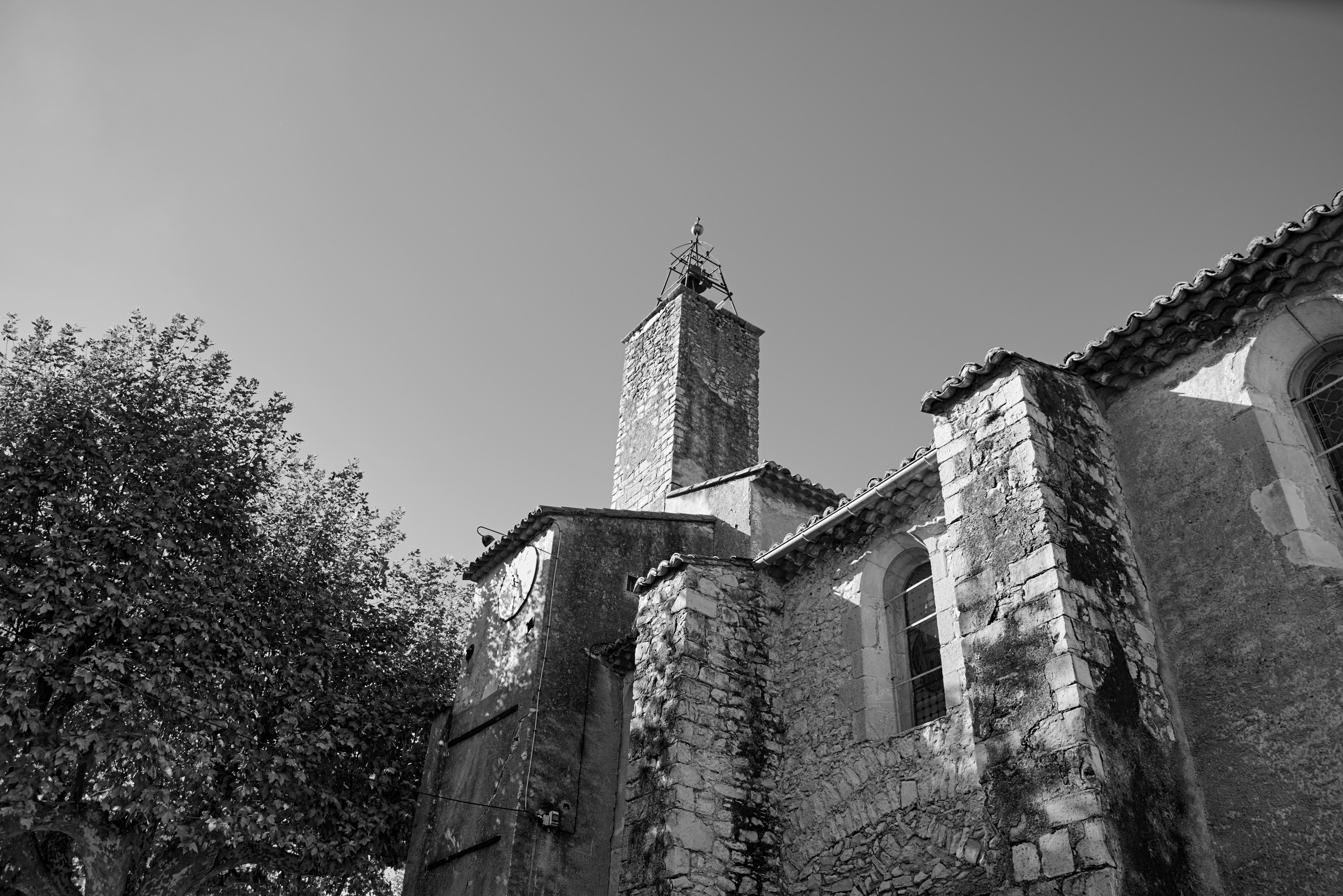
Église Saint-Faustin-et-Saint-Jovite

L'église Saint-Faustin-et-Saint-Jovite de Quissac est une église catholique située à Quissac, en France.

## Description
L'église Saint-Faustin-et-Saint-Jovite s'élève dans le centre de Quissac, une commune du Gard à une trentaine de km à l'ouest de Nîmes. Dédiée à Faustin de Rome et saint Jovite, elle est rattachée au diocèse de Nîmes, secteur du Haut-Vidourle, district paroissial de Saint-Hippolyte-du-Fort, Sauve, Quissac et Lasalle.
Il s'agit d'un édifice en pierre, muni d'un clocher (XVIIème) surmonté d'un campanile pyramidal en fer forgé, abritant une cloche qui donnait les heures avant l'installation du "carillon" de l'hôtel de ville au début du XXème . Un cadran  d'horloge est présent sur l'un des côtés de l'église.

## Mobilier
L'église Saint-Faustin-et-Saint-Jovite possède plusieurs objets inscrits en 1977 au titre des monuments historiques :
- Statues :
  - Christ en croix (bois, XIXe siècle)[3]
  - Sainte Anne (bois peint, XIXe siècle)[4]
  - Saint Joseph (bois peint, XIXe siècle)[5]
  - Vierge à l'Enfant (bois peint polychrome dorure, XVIIe siècle)[6]

- Tableaux :
  - L'Assomption (huile sur toile, XVIIIe siècle)[7]
  - Chemin de croix (ensemble de 14 peintures, huile sur toile, XIXe siècle)[8]
  - Saint Faustin et Saint Jovite priant (huile sur toile, œuvre d'Étienne Louis Advinent, XVIIIe siècle)[9]

- Autres objets :
  - Croix (bois peint, XIXe siècle)[10]
  - Croix de procession (bois peint, XIXe siècle)[11]
  - Fonts baptismaux (XIXe siècle)[12]
  - Reliquaire aux cornes d'abondance (XIXe siècle)[13]
  - Reliquaire aux fleurs de lys (XIXe siècle)[14]
  - Siège de célébrant (bois, XIXe siècle)[15]

## Historique
La construction de l'église est antérieure au XIIIe siècle ; en 1274, elle dépend de l'abbaye de Sauve.
La région est une terre majoritairement protestante et l'église subit de nombreuses dégradations lors des guerres de religion. À la fin du XVIIe siècle, elle est reconstruite et agrandie afin de devenir le lieu d'un archiprêtré, destiné à renforcer la présence de l'église catholique. Son clocher est construit à cette époque.